# Michaela Stark
Michaela Stark (* 3. Februar 1978 in Saarbrücken) ist eine deutsche Klassische Archäologin.

## Leben und Leistungen
Michaela Stark studierte von 1997 bis 2005 Klassische Archäologie, Klassische Philologie sowie Vor- und Frühgeschichte an der Universität des Saarlandes. Schon während des Studiums nahm sie an verschiedenen Ausgrabungen in Deutschland teil, darunter der Römischen Villa in Nennig, dem keltischen Ringwall von Otzenhausen, dem Archäologischen Park Bliesbruck-Reinheim und in der Stiftskirche St. Arnual in Saarbrücken. 2003 nahm sie zudem an Grabungen der Abteilung Athen des Deutschen Archäologischen Instituts (DAI) teil, zum einen bei der von Jutta Stroszeck geleiteten Kerameikos-Grabung, zum anderen bei der von Hermann J. Kienast geleiteten Grabung im Heraion von Samos. Von 2004 bis 2008 war Stark Mitarbeiterin bei mehreren von Wolf-Dietrich Niemeier und Rainer Felsch geleiteten Grabungskampagnen des DAI Athen in Kalapodi. Seit 2009 bearbeitet sie die in Kalapodi gefundene archaischen Keramik. 2008 wurde Stark in Saarbrücken mit einer Arbeit zum Thema Göttliche Kinder. Ikonographische Untersuchung zu den Darstellungskonzeptionen von Gott und Kind bzw. Gott und Mensch in der griechischen Kunst promoviert. Im folgenden Jahr wurde sie Wissenschaftliche Mitarbeiterin des Bereiches Klassische Archäologie am Institut für Altertumswissenschaften an der Universität Gießen. 2013 und 2014 war Stark Mitarbeiterin der von Matthias Recke geleiteten Grabung in der spätbronzezeitlichen Siedlung von Hala Sultan Tekke auf Zypern. Nachdem die Mitarbeitsstelle 2016 ausgelaufen war, vertrat Stark eine wissenschaftliche Assistenz in Gießen. Zudem wurde sie Wissenschaftliche Mitarbeiterin des an der Universität Frankfurt angesiedelten DFG-Projektes Die Grabdenkmäler aus Augusta Treverorum im überregionalen Vergleich. In der Nachfolge Reckes ist Stark seit April 2018 Kustodin der Antikensammlung der Professur für Klassische Archäologie der Universität Gießen.
Zentrale Forschungsgegenstände von Stark sind die Ikonografie antiker griechischer Vasenbilder sowie die Darstellungen auf Grabmonumenten der römischen Nordwest- und Donauprovinzen. Als Kustodin der Gießener Antikensammlung ist sie zudem mit der digitalen Präsentation der Sammlung befasst und hat seit 2019 mehrere Sonderausstellungen, zum Teil mit anderen Instituten der JLU, aber auch mit dem Oberhessischen Museum und der Hermann-Hoffmann-Akademie der Universität Gießen kuratiert.

## Publikationen (Auswahl)
- Göttliche Kinder. Ikonographische Untersuchung zu den Darstellungskonzeptionen von Gott und Kind bzw. Gott und Mensch in der griechischen Kunst (= Potsdamer Altertumswissenschaftliche Beiträge. Band 39). Stuttgart 2012, ISBN 978-3-515-10139-4 (Druck), ISBN 978-3-515-10492-0 (Digital).[1]

Herausgeberschaften
- mit Carolin Rinn: Reisen in die Unterwelt. Katalog zur Sonderausstellung (= Bilderhefte der Gießener Antikensammlung. Band 5). Institut für Altertumswissenschaften und Antikensammlung der Justus-Liebig-Universität Gießen, Gießen 2019, ISBN 978-3-00-064130-5.
- Bilder-Welten. Eine Zeitreise in die Antike mit den Highlights der Antikensammlung der Justus-Liebig-Universität Gießen. Katalog zur neukonzipierten Dauerausstellung (= (Bilderhefte der Gießener Antikensammlung. Band 4). Antikensammlung der Justus-Liebig-Universität, Gießen 2019, ISBN 978-3-00-062542-8.
- mit Katharina Lorenz: Gruppenbilder. Von der Kunst des Gemeinsam-Seins. Katalog zur Sonderausstellung (= Schnittstelle Antike. Band 1). Institut für Altertumswissenschaften und Antikensammlung der Justus-Liebig-Universität Gießen, Gießen 2020, ISBN 978-3-00-066892-0.